# ذا أوشين كلين أب
تعد منظمة ذا أوشين كلين أب (بالإنجليزية: The Ocean Cleanup) منظمة هندسة بيئية غير ربحية يقع مقرها في هولندا، وتعمل على تطوير ونشر التكنولوجيا لاستخراج التلوث اللدائني من المحيطات ومن الأنهار قبل أن يصل إلى المحيطات. ركزت المنظمة في البداية على المحيط الهادئ ودوامات القمامة فيه، ثم توسع الاهتمام ليشمل الأنهار في بلاد كإندونيسيا وغواتيمالا والولايات المتحدة الأمريكية.
تأسست منظمة ذا أوشين كلين أب عام 2013 على يد المخترع الهولندي بويان سلات الذي يشغل منصب مدير المنظمة التنفيذي حاليًا. تعني المنظمة بتطوير أنظمة لاستخراج المخلفات من المحيطات والأنهار. يتكون النظام الخاص بالمحيط من حاجز عائم على شكل قمع تسحبه سفينتين. يُنشر نظام المحيط في دوامات محيطية لجمع القمامة البحرية. يهدف المشروع إلى إطلاق 10 أنظمة أو أكثر بطول 2 كيلومتر (1.2 ميل) تقريبًا، والتي من المتوقع أن تزيل 50٪ من الحطام في دوامة نفايات شمال المحيط الهادئ بعد خمس سنوات من الإطلاق.
يتكون نظام النهر من العديد من الحواجز العائمة وأنظمة الاستخراج التي تُثبت في الأنهار أو عند مصبات الأنهار. تنشر منظمة ذا أوشين كلين أب أيضًا أبحاثًا علمية، وتقدر أن «1% من أنهار العالم (نحو 1000 نهر) مسئولة عن 80% من التلوث في بحار العالم». تهدف المنظمة إلى نشر أنظمتها النهرية في هذه الأنهار الألف.
أزالت المنظمة أكثر من 21 مليون كيلوجرام من النفايات من الأنهار ودوامة النفايات شمال المحيط الهادئ حتى فبراير 2025.

## الأبحاث

### الرحلات الاستكشافية للمحيط
أجرت منظمة ذا أوشين كلين أب في أغسطس 2015 رحلة استكشافية ضخمة أطلقت عليها ميجا إكسبديتشن عبر فيها أسطول مكون من 30 سفينة تقريبًا قادته السفينة أر في أوشين ستار دوامة النفايات في شمال المحيط الهادئ ورسم خريطة لمنطقة تبلغ مساحتها 3.5 مليون كيلومتر مربع. جمعت البعثة بيانات حول حجم البلاستيك في الدوامة وتركيزه وكتلته الإجمالية. أفادت المنظمة أن هذه البعثة الاستكشافية جمعت بيانات حول التلوث اللدائني في المحيط الهادئ أكثر من البيانات التي جُمعت في السنوات الأربعين الماضية مجتمعة.
أجرت منظمة ذا أوشين كلين أب رحلة استكشافية جوية، وأجرت طائرة لوكهيد سي-130 هيركوليز أول سلسلة مسح جوي على الإطلاق لرسم خريطة لدوامة النهايات شمال المحيط الهادئ. هدفت الرحلة إلى تحديد حجم القمامة البحرية الضخمة بما في ذلك الشباك التائهة. أوضح سلات أن الطاقم تفاجئ بوجود قمامة أكثر من المتوقع.
أطلقت المنظمة تطبيق تحت اسم تطبيق ذا أوشين كلين أب لمسح المحيط، ويسمح للأشخاص بمسح المحيط بحثًا عن البلاستيك والإبلاغ عن ملاحظاتهم.

### الاكتشافات العلمية
نشر فريق البحث في فبراير 2015 دراسة في مجلة بيوجيوساينس حول التوزيع الرأسي للبلاستيك بناءً على عينات جُمعت من دوامة شمال الأطلسي. وجدوا أن تركيز البلاستيك يتناقص بشكلٍ كبير كلما زاد العمق إذ يكون أعلى تركيز له على السطح ويكاد أن يكون التركيز صفرًا على عمق بضعة أمتار فقط. نُشرت ورقة بحثية مكملة للدراسة في مجلة ساينتفك ريبورتس.
نشر الباحثون بحثًا في يونيو 2017 في مجلة ناتشور كوميونيكيشنز مصحوبًا بنموذج يوضح دخول البلاستيك في الأنهار إلى المحيطات. يقدر النموذج أن ما بين 1.15 و2.41 مليون طن متري من البلاستيك يدخل محيطات العالم كل عام، وتنبع 86٪ من المدخلات من الأنهار في آسيا. نشر الباحثون في ديسمبر 2017 بحثًا في مجلة إنفيرونمينتال ساينس أند تكنولوجي حول الملوثات في العينات التي جمعوها من البلاستيك في المحيط.
نشروا في مارس 2018 بحثًا في ساينتيفك ريبورتس يلخص استكشافات البعثتين. قدروا أن دوامة النفايات تحتوي على 1.8 تريليون قطعة من البلاستيك العائم وتصل إجمالي كتلتها إلى 79,000 طن متري. تشكل اللدائن الدقيقة (0.5 سم) 94٪ من القطع، ما يمثل 8٪ من الكتلة. تشير الدراسة إلى أن كمية البلاستيك في البقعة زادت بشكلٍ كبير منذ عام 1970.
نشروا في سبتمبر 2019 بحثًا في ساينتفك ريبورتس يدرس سبب أن الانبعاثات في المحيطات أعلى من تقديرات القمامة المتراكمة على طبقة السطح في المحيط. أوضحوا أن ديناميكيات دوران القمامة تفسر أسباب البلاستيك المفقود، واقترحوا أيضًا أنه يوجد فاصل زمني كبير بين الانبعاثات الأولية والتراكمات على الشاطئ. أشارت الدراسة أيضًا إلى أن اللدائن الدقيقة الحالية غالبًا نتجت عن انحلال البلاستيك المنتج في التسعينات أو قبل ذلك. أوضحت دراسة تبعت البحث في مايو 2020 أن جزءًا من البلاستيك الموجود على السطح يتحلل إلى لدائن دقيقة ويغرق في أعماق المحيط. توجد معظم القمامة على السطح، وتوجد 90% في أول 5 أمتار.
قدر الباحثون الآخرون في أكتوبر 2019 أن معظم تلوث المحيط بالبلاستيك تسببه سفن الشحن، ومعظمه تسببه سفن الشحن الصينية وحدها. قال المتحدث باسم منظمة ذا أوشين كلين أب «يتحدث الجميع حول إنقاذ المحيطات عن طريق التوقف عن استخدام الأكياس البلاستيكية وماصات الشرب والتغليف الذي يستخدم مرةً واحدة. يعد كل هذا مهم، لكن عندما نفحص المحيطات، ليس هذا ما نجده تحديدًا».

## التمويل
جمعت منظمة ذا أوشين كلين أب أكثر من 2 مليون دولار أمريكي بمساعدة حملة تمويل جماعي في عام 2014.
مول المنظمة بشكل أساسي التبرعات والرعاة العينيين، من بينهم ميرسك والرئيس التنفيذي لشركة سيلز فورس مارك بينيوف وبيتر ثيل ومؤسسة جوليوس باير وشركة كوكا كولا ورويال دي اس ام.
حصلت المنظمة في عام 2019 على جائزة بقيمة 10 ملايين دولار أسترالي من مؤسسة مجموعة ماكواري ضمن احتفالاتها بالذكرى الخمسين لتأسيسها.
كشفت المنظمة في أكتوبر 2020 عن منتج مصنوع من البلاستيك ومعتمد من دوامة نفايات شمال المحيط الهادئ، وهو نظارات ذا أوشين كليب الشمسية لمساعدة تمويل استمرار أعمال منظمة. صنعوا 21,000 نظارة شمسية بيعت الواحدة بسعر 200 يورو. تعاونت المنظمة مع إن في جي إل لتطوير شهادة اعتماد للبلاستيك من مصادر المياه وتم اعتماد أن النظارات الشمسية مصنوعة من دوامة النفايات شمال المحيط الهادئ. صمم يافيس بيهار النظارات الشمسية بواسطة وصنعها سافيلو. بيعت جميعها في أوائل عام 2022.
كانت المنظمة جزءًا في أكتوبر 2021 من حملة جمع التبرعات تيم سيز التي أطلقها نجما اليوتيوب مارك روبير ومستر بيست، وجمعا ما يقرب من نصف المبلغ المعلن عنه وهو 30 مليون دولار.
وقعت كيا في عام 2022 اتفاقية مدتها سبع سنوات لتصبح الشريك العالمي لمنظمة ذا أوشين كلين أب من خلال التمويل والمساهمات العينية. ستمول الشراكة بناء سفينة إنترسيبتور الجديدة، وستسمح باستخدام البلاستيك المعاد تدويره في عملية تصنيع سيارات شركة كيا.
حصلت المنظمة في بداية عام 2023 على أكبر تبرع خاص حتى الآن بقيمة 25 مليون دولار من جو غيبيا، المؤسس المشارك لشركة إير بي إن بي.